# Liberalizm

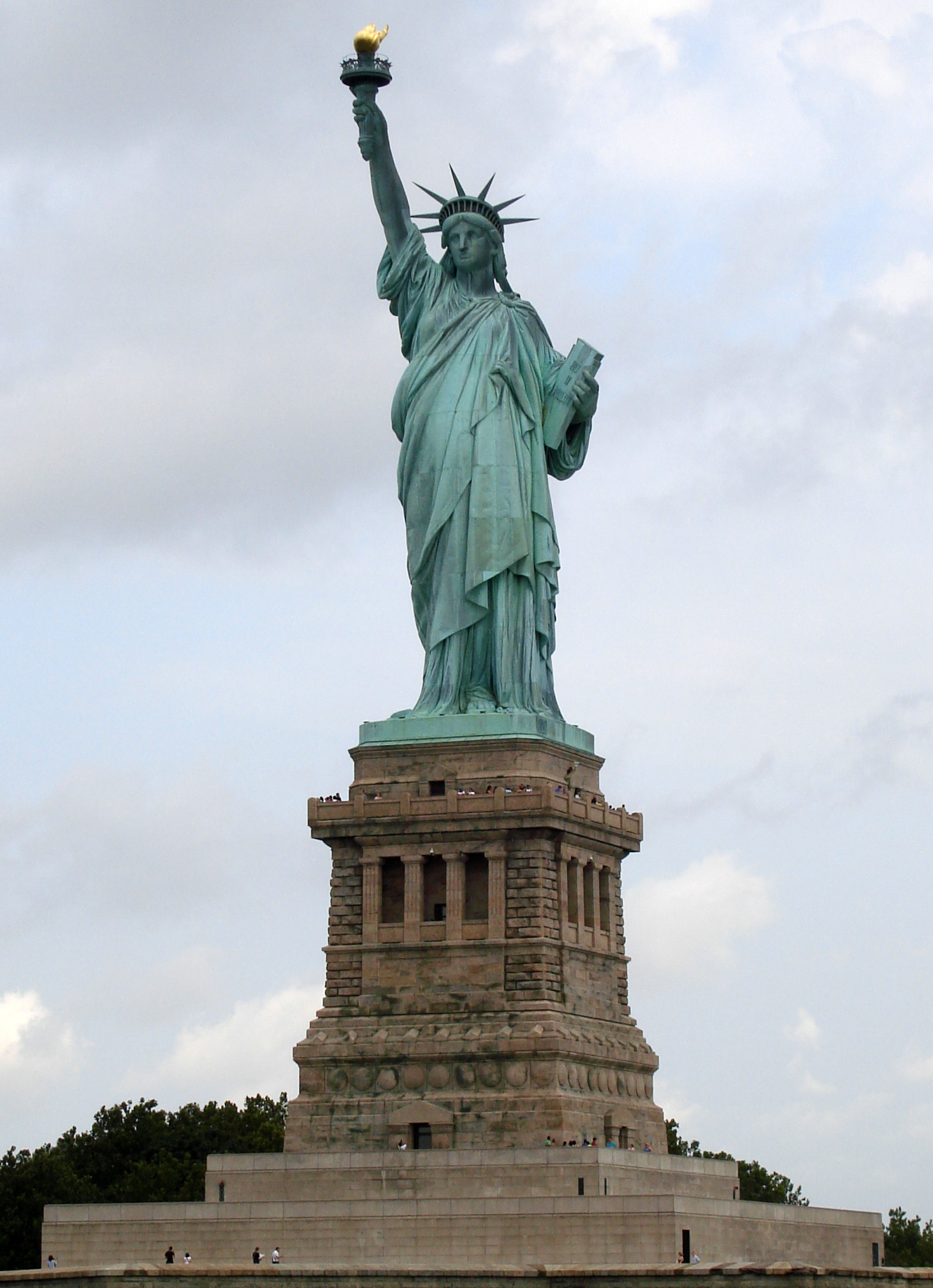
Statua Wolności – symbol wolności w pierwszym nowoczesnym państwie opartym na liberalnych zasadach (USA)

Liberalizm (łac. liberalis – wolnościowy od łac. liber – wolny) – ideologia i kierunek polityczny, według którego wolność jest nadrzędną wartością. Liberalizm ma charakter indywidualistyczny i przeciwstawia się kolektywizmowi. Innymi wartościami cenionymi przez liberałów są wartości demokratyczne i prawa obywatelskie czy własność prywatna i wolny rynek.
Liberalizm powstał w epoce oświecenia, w sprzeciwie wobec absolutyzmu i instytucji feudalnych. W XIX wieku stał się szerokim, postępowym ruchem politycznym. Początkowo miał często charakter antydemokratyczny. Jednak z czasem przyjął wartości demokratyczne w formie demokracji liberalnej.
Liberalizm jest obecnie jednym z trzech dominujących stanowisk politycznych, obok konserwatyzmu i lewicy. Najbardziej znaczący podział w ramach liberalizmu zachodzi między socjalliberałami a liberałami klasycznymi.

## Pochodzenie pojęcia
Słowa takie jak: liberalny, libertariański i libertyn, czy ang. słowo wolność (liberty) pochodzą od łacińskiego liber, które oznacza wolny. W średniowieczu słowo liberales wiązane było z edukacją na średniowiecznych uniwersytetach. Na rok 1375 datuje się użycie go w odniesieniu do siedmiu sztuk wyzwolonych (artes liberales), czyli zakresu wykształcenia, który powinien być pożądany przez wszystkich ludzi.
W XVI-wiecznej Anglii słowo liberal mogło mieć pozytywne lub negatywne znaczenie, w zależności od tego, czy było odnoszone do czyjejś hojności czy niedyskrecji. W sztuce „Wiele hałasu o nic” William Shakespeare pisał o „łotrze prawdomównym” (a liberal villaine), który „musiał wyznać swe nikczemne uczynki”. Wraz z rozkwitem oświecenia, słowo to nabrało bardziej pozytywnego zabarwienia. Zaczęto je definiować jako „wolny od uprzedzeń” (1781), czy „wolny od świętoszkowatości” (1823). Do połowy XIX wieku słowo „liberalny” stało się rozpowszechnione na całym świecie w odniesieniu do określonej ideologii i nurtu politycznego.

## Historia
Chociaż samo słowo liberalizm jako określenie doktryny politycznej pojawiło się dopiero w XIX wieku, to idee liberalne są znacznie starsze. Pierwszym nowoczesnym państwem opartym na liberalnych zasadach, bez dziedzicznej arystokracji, były Stany Zjednoczone, których Deklaracja niepodległości stanowiła, że: „Uważamy następujące prawdy za oczywiste: że wszyscy ludzie stworzeni są równymi, że Stwórca obdarzył ich pewnymi nienaruszalnymi prawami, że w skład tych praw wchodzi prawo do życia, wolności i dążenia do szczęścia”. Kilka lat później rewolucja francuska obaliła we Francji dziedziczną arystokrację, głosząc hasło „wolność, równość, braterstwo” i wprowadzając (jako pierwsze państwo w historii) powszechne prawa wyborcze dla mężczyzn. Ogłoszona w 1789 Deklaracja Praw Człowieka i Obywatela jest fundamentalnym dokumentem zarówno liberalizmu, jak i praw człowieka.
Liberalne idee pojawiały się u wielu wcześniejszych myślicieli, w tym Marka Aureliusza, kardynała Kajetana i uczonych szkoły salamanckiej, jednak większość historyków widzi źródła liberalizmu politycznego w reakcji na europejskie (szczególnie francuskie) wojny religijne XVI i XVII wieku.
Właściwym początkiem liberalizmu jest epoka oświecenia. Zakwestionowano wtedy kształt tradycyjnych instytucji społecznych, czego wynikiem stały się ruchy rewolucyjne, prowadzące do przemian ustrojowych w Europie, Ameryce Łacińskiej i Północnej. Postulowane przez liberałów reformy obejmowały: zniesienie ustroju feudalnego, ograniczenie przywilejów stanowych, zastąpienie pańszczyzny wolnością gospodarczą, wprowadzenie równości obywateli wobec prawa, ograniczenie roli Kościoła, zniesienie monarchii i absolutyzmu, wprowadzenie demokracji opartej na konstytucyjnej zasadzie trójpodziału władzy czy też respektowanie praw człowieka, wolności obywatelskich i zasad tolerancji.

### Początki
Główne założenia wczesnej ideologii liberalnej powstały w Wielkiej Brytanii, w kontekście angielskiej wojny domowej. W wojnie tej siły parlamentu odniosły zwycięstwo nad siłami rojalistycznymi, co doprowadziło do egzekucji króla Karola I. Po chwalebnej rewolucji (1688) ustanowiono ograniczoną monarchię konstytucyjną.
Mieszkańcy amerykańskich kolonii w 1776 ogłosili niepodległość względem angielskiej monarchii. Jedną z przyczyn niezadowolenia był brak reprezentacji w rządzącym parlamencie. Szczególny opór budziła kwestia podatków, jako że mieszkańcy kolonii uważali, że opodatkowanie bez reprezentacji narusza ich prawa naturalne. Rewolucja amerykańska miała początkowo charakter cywilny i polityczny, jednak z czasem (po 1775) przerodziła się w wojnę o niepodległość Stanów Zjednoczonych. Deklaracja niepodległości Stanów Zjednoczonych z 1776 bazowała na liberalnej koncepcji „niezbywalnych praw” do oporu przeciwko tyranii brytyjskiej monarchii. Mieszkańcy kolonii zaprzeczali legalności brytyjskiej władzy, podnosząc swoje prawo do samostanowienia i suwerenności.
Po zwycięskiej wojnie uchwalono konstytucję (1787). Określała ona nowe państwo jako republikę o strukturze federalnej. W 1789 seria poprawek znana jako Bill of Rights gwarantowała jednostkom wiele praw, uznawanych przez liberalizm za prawa podstawowe.

### Rewolucja francuska i okres napoleoński

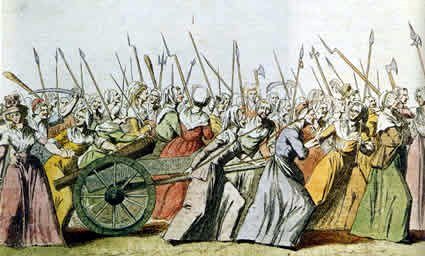
Marsz kobiet na Wersal w październiku 1789 był jednym z najbardziej znanych przykładów uczestnictwa politycznego ludu w czasie rewolucji francuskiej. Demonstrantki zmusiły dwór królewski by wrócił do Paryża, gdzie miał pozostać aż do proklamowania Republiki w roku 1792.

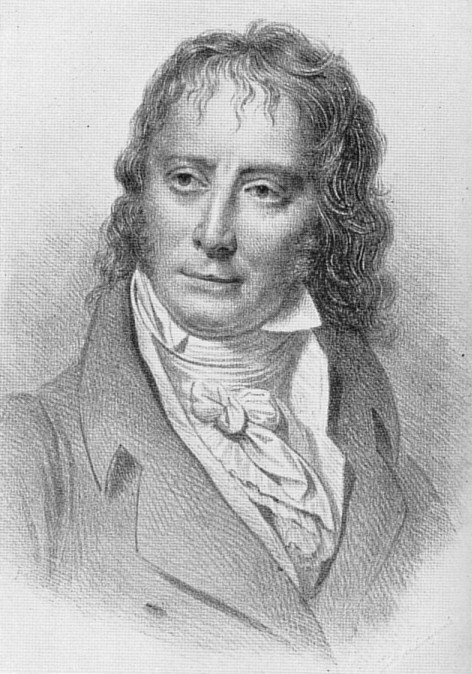
Benjamin Constant (1767-1830) wielki teoretyk liberalizmu aktywny w formowaniu porewolucyjnej Francji

Rewolucja francuska jest często postrzegana jako początek nowej epoki. Była też momentem definiującym dla liberalizmu. W późniejszym okresie liberałowie zaakceptowali rewolucję francuską, nie tylko w jej rezultatach, ale w całości. Rewolucja francuska zaczęła się w maju 1789 wraz ze zwołaniem Stanów Generalnych. W Stanach Generalnych ustalił się podział na lewicę (zwolenników radykalnych przemian społecznych o charakterze liberalnym) i prawicę (zwolenników zachowania monarchii i przeciwników reform, czyli konserwatystów).
W pierwszym roku jej trwania miały miejsce takie wydarzenia, jak zdobycie Bastylii czy ogłoszenie Deklaracji Praw Człowieka i Obywatela. I Republika Francuska została ogłoszona we wrześniu 1792 i miała początkowo charakter liberalny. Szereg konfliktów zbrojnych, które później nastąpiły, a także spory wewnątrz republiki znacząco zradykalizowały rewolucję. Kulminacją były rządy terroru w okresie rządów radykalnych jakobinów pod przywództwem Maksymiliana Robespierre. Po upadku Robespierre i jakobinów w 1794 kontrolę nad państwem francuskim przejął Dyrektoriat, a następnie Konsulat pod przywództwem Napoleona Bonaparte (1799). Napoleon w 1804 przekształcił Francję w Cesarstwo i sprawował rządy dyktatorskie. Za jego czasów wprowadzono jednak szereg reform mających liberalny charakter. Niektórzy historycy uznają, że Napoleon był pierwszą osobą, która użyła słowa liberalizm w sensie politycznym. Pisał np. że „Niemcy, Francuzi, Włosi i Hiszpanie chcą równości i liberalnych idei”. Dyktatorska władza Napoleona opierała się na legitymacji płynącej od ludu. Napoleon jednakże nie zawsze żył zgodnie z liberalną ideą, za którą się opowiadał.
Wojny napoleońskie wymierzone były przeciw starym monarchiom w Europie i ich feudalnym systemom. Po podboju przez Napoleona porządki feudalne były znoszone, liberalizowano prawo własności, rozwiązywano gildie, żydowskie getta, trybunały inkwizycyjne, likwidowano sądownictwo kościelne, wprowadzano równość wobec prawa dla mężczyzn. Jednym z największych osiągnięć jest wprowadzenie Kodeksu Napoleona kodyfikującego prawo cywilne, który był naśladowany w wielu krajach całego świata (m.in. w Królestwie Polskim, gdzie jednak nie zniesiono pańszczyzny, a podyktowana przez Napoleona Konstytucja utrzymała uprzywilejowanie szlachty). Kodeks ten ucieleśniał wiele liberalnych wartości, szeroko chronił własność, ale utrwalał też dyskryminację kobiet, uzasadniając ten stan „naturalnym porządkiem”.

### XIX wiek

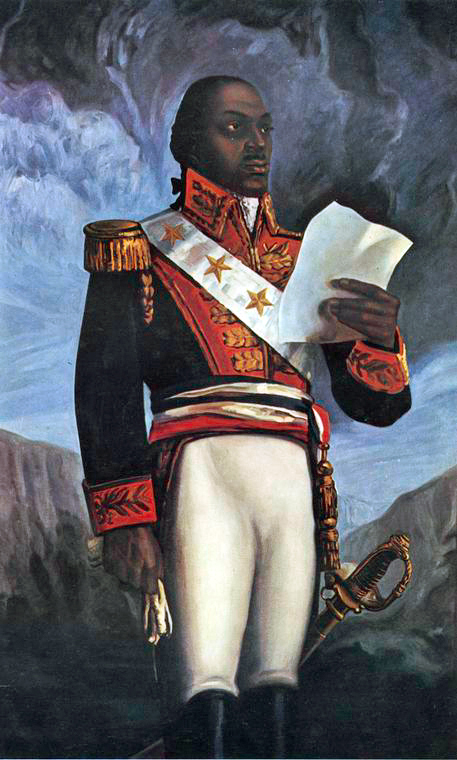
Generał Toussaint L’Ouverture, zainspirowany rewolucją we Francji został przywódcą rewolucji haitańskiej, która położyła kres niewolnictwu. Doprowadziło to do utworzenia pierwszego niepodległego państwa w obu Amerykach rządzonego przez czarnoskórych.

Dla XIX-wiecznych liberałów celem było stworzenie świata wolnego od ingerencji rządu lub przynajmniej wolnego od jej nadmiaru. Bronili oni wolności negatywnej jednostek, czyli braku przymusu i zewnętrznych nacisków. Uważali oni rządy za kłopotliwe obciążenia i chcieli się ich pozbyć z życia obywateli. Byli również zwolennikami praw obywatelskich oraz wolnego rynku i wolnego handlu. Ekonomiczne podstawy liberalizmu wyrażone zostały przez Adama Smitha w książce Badania nad naturą i przyczynami bogactwa narodów (1776). Smith dokonał rewolucji w ekonomii wprowadzając pojęcie „niewidzialnej ręki rynku”, która miała być mechanizmem samoregulującym niezależnym od zewnętrznych czynników. Zasady takiej ekonomii postulowane były przez leseferyzm, głównie w Stanach Zjednoczonych oraz Wielkiej Brytanii. W swoich poglądach Smitha wyprzedził fiński ekonomista Anders Chydenius, który w swojej publikacji z 1765 Bogactwo narodu (szw. Den Nationalle Winsten, fin. Kansallinen voitto) posługiwał się pojęciami zastosowanymi 11 lat później przez Adama Smitha. Chydenius pisał jednak po szwedzku i jego prace zostały przeoczone przez Anglosasów.
Pierwszą grupą, która zaczęła określać się jako liberałowie, byli hiszpańscy Liberales z początku XIX w. Walczyli oni o realizację Konstytucji z 1812, doprowadzając do obalenia monarchii (1820) i pokonując konserwatywnych karlistów (lata 30. XIX w.). We Francji liberalny charakter miała rewolucja lipcowa (1830), wskutek której usunięto dynastię Burbonów.

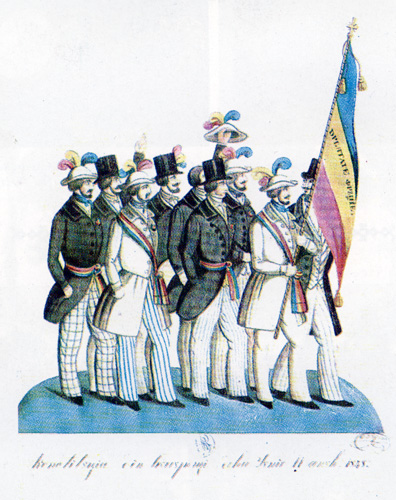
Rumuńscy rewolucjoniści podczas Wiosny Ludów.

W 1823 we Francji odbyło się spotkanie grupy liberałów, na którym przyjęto dokument („Plan liberałów na rzecz wzmocnienia rewolucji”), w którym zawarte były postulaty nawiązania intensywnych stosunków pomiędzy liberałami z innych krajów. Na spotkaniu w Genewie w 1924 powołano do życia Międzynarodowe Porozumienie Partii Radykalnych i Podobnych Partii Demokratycznych, na czele którego stanął Francuz M.F. Buisson. W kwietniu 1947 w Oksfordzie odbył się kongres założycielski Międzynarodówki Liberalnej, w wyniku którego opublikowano wspólny manifest.
W 1848 w licznych krajach europejskich (przede wszystkim w Cesarstwie Austrii oraz krajach niemieckich i włoskich) wybuchła Wiosna Ludów. Obok haseł narodowych podnosiła również liberalne postulaty: pisanych konstytucji, szerszych praw wyborczych, organizacji ciał reprezentatywnych, wolnej prasy. Utworzono II Republikę Francuską. Zniesiono pańszczyznę w Galicji, Prusach, w Czechach i na Węgrzech. Rewolucje 1848 roku stopniowo zostały jednak zduszone.
W ciągu kilku dekad po rewolucji francuskiej liberalizm stał się ruchem globalnym. Zmagania liberałów z konserwatystami w Hiszpanii znalazły swoje odbicie również w krajach Ameryki Łacińskiej, takich jak Meksyk (wojna o reformę 1857-1861) czy Ekwador. Kraje te podzieliły się na dwa ideologiczne obozy: liberalnych zwolenników reform i konserwatystów, a ich zmagania przekształciły się w krwawe konflikty wewnętrzne.
Chociaż liberałowie działali na całym świecie, to kierunek rozwoju liberalizmu został określony w Wielkiej Brytanii. W 1859 powstała brytyjska Partia Liberalna. Z grona liberałów wywodził się jeden z najbardziej wpływowych brytyjskich premierów – William Ewart Gladstone. Za czasów jego rządów liberałowie zreformowali edukację, oddzielili Kościół Irlandii od państwa oraz wprowadzili tajność wyborów samorządowych i parlamentarnych. Po okresie rządów konserwatystów liberałowie powrócili do władzy w 1906, opierając się na głosach klasy robotniczej. Po tym historycznym zwycięstwie partia liberalna odeszła od klasycznego liberalizmu i ustanowiła podwaliny dla brytyjskiego państwa opiekuńczego. Ustanowiono różne formy ubezpieczeń zdrowotnych, od bezrobocia, a także emerytury. Ten nowy rodzaj liberalizmu rozpowszechnił się następnie na całym świecie.

### XX wiek i współczesność

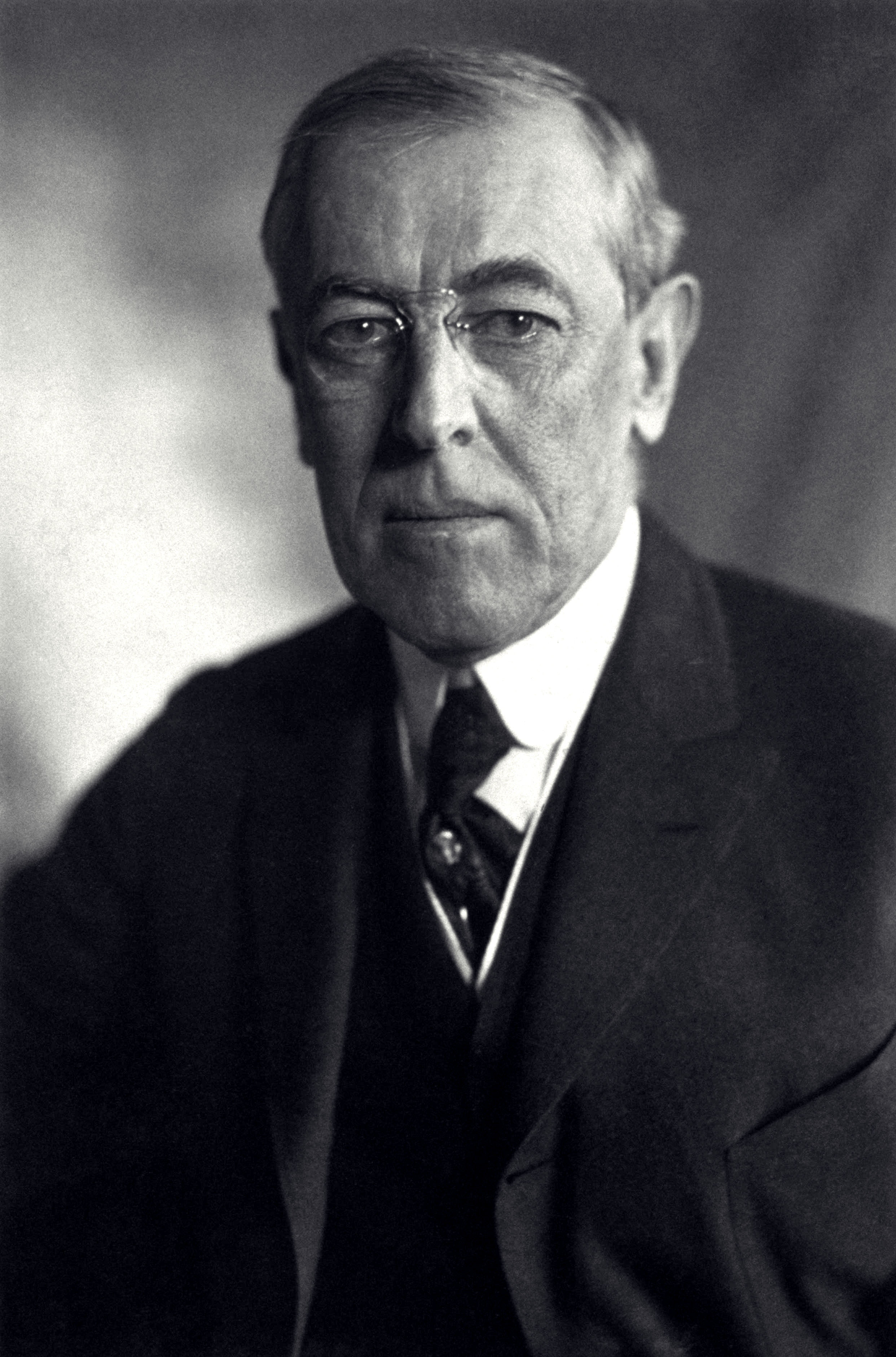
Tzw. Czternaście punktów prezydenta Woodrowa Wilsona było inspiracją do założenia Ligi Narodów oraz wsparło ideę samostanowienia narodów

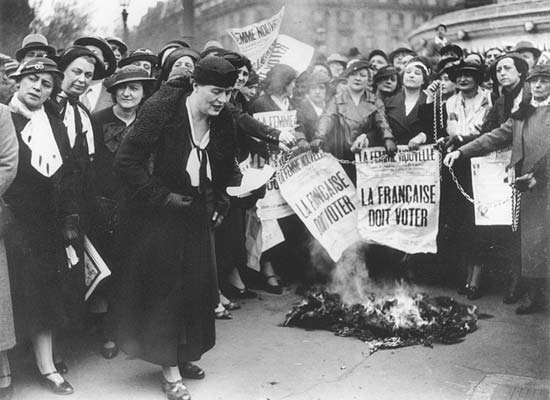
Francuskie sufrażystki w 1935 trzymają plakaty mówiące: „Francuskie kobiety muszą głosować”. Prawa wyborcze dla kobiet we Francji zostały przyznane dopiero w 1944.

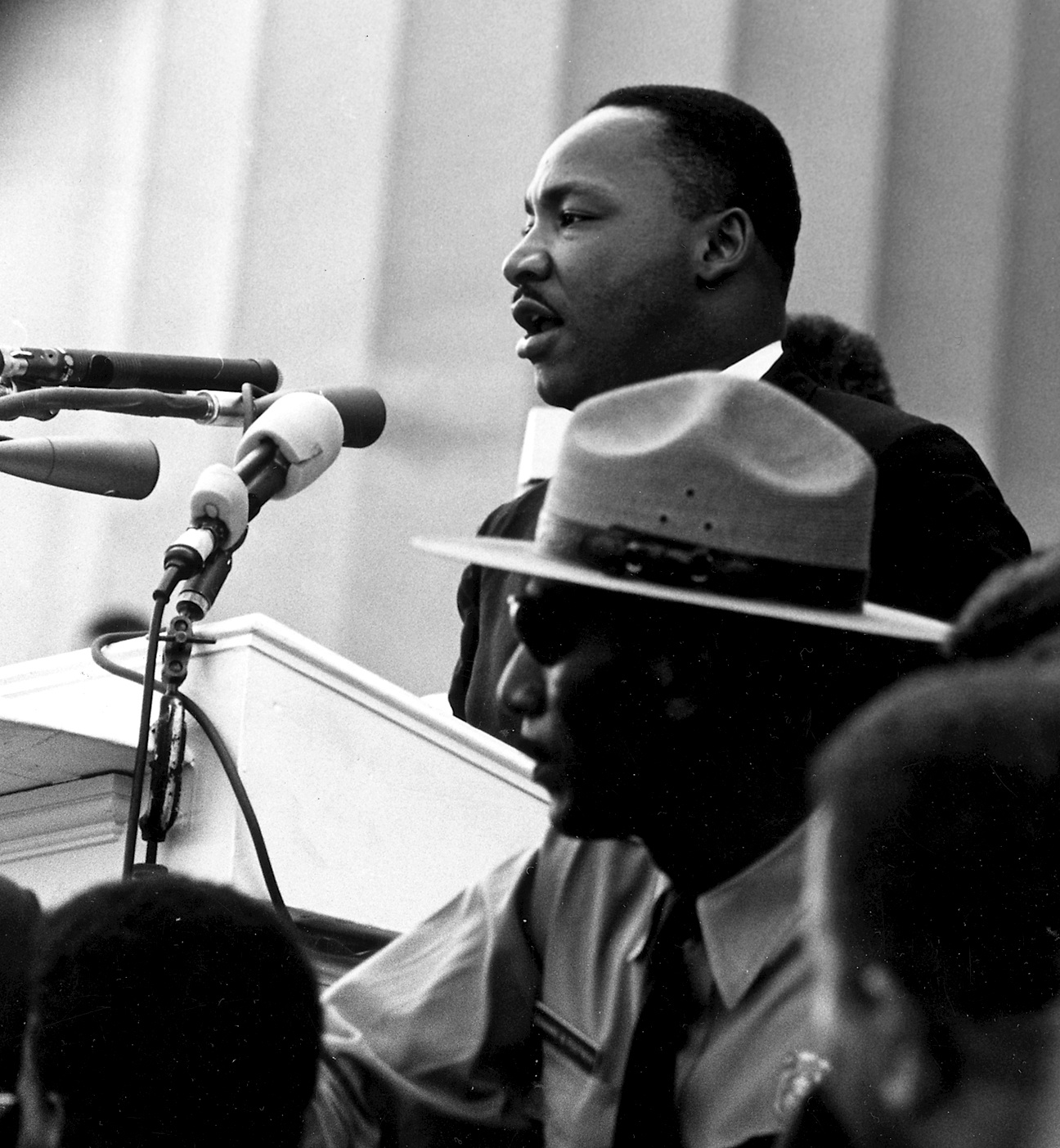
Afroamerykański lider ruchu praw obywatelskich Martin Luther King Jr. w trakcie marszu na Waszyngton. Oświadczył wówczas, że Afroamerykanie zasługują na prawa obywatelskie zapisane w Konstytucji Stanów Zjednoczonych i Proklamacji Emancypacji.

Na początku XX w. liberalizm spotkał się z licznymi wyzwaniami. I wojna światowa przyspieszyła upadek starszych form ustrojowych, takich jak imperia i monarchie. Do końca wojny w Europie istniało 13 republik, w porównaniu do jedynie 3 na początku wojny w 1914. Liberałowie ponieśli jednak bardzo znaczącą klęskę w Rosji. Po stopniowej liberalizacji ustroju po wojnie rosyjsko-japońskiej nastąpiły wstrząsy rewolucji lutowej i październikowej w 1917. W ich wyniku car Mikołaj II został rozstrzelany, a w kraju objęli rządy komuniści. Przez następne kilkadziesiąt lat komunizm był głównym przeciwnikiem ideowym i politycznym liberalizmu i kapitalizmu.
W świecie zachodnim, w odpowiedzi na wielki kryzys, rozwinął się socjalliberalizm. Był on zainspirowany w dużej mierze myślą ekonomiczną Johna M. Keynesa. Keynes był w opozycji klasycznych liberałów, takich jak ekonomista Ludwig von Mises, którzy zakładali, że całkowicie wolne rynki będą w stanie optymalnie alokować zasoby, generować rozwój i ekonomiczne bezpieczeństwo. Socjalliberalny program prezydenta Franklina Delano Roosevelta (New Deal), był bardzo popularny w amerykańskiej opinii publicznej. Sprawił również, że w Stanach Zjednoczonych socjalliberalizm stał się synonimem liberalizmu.

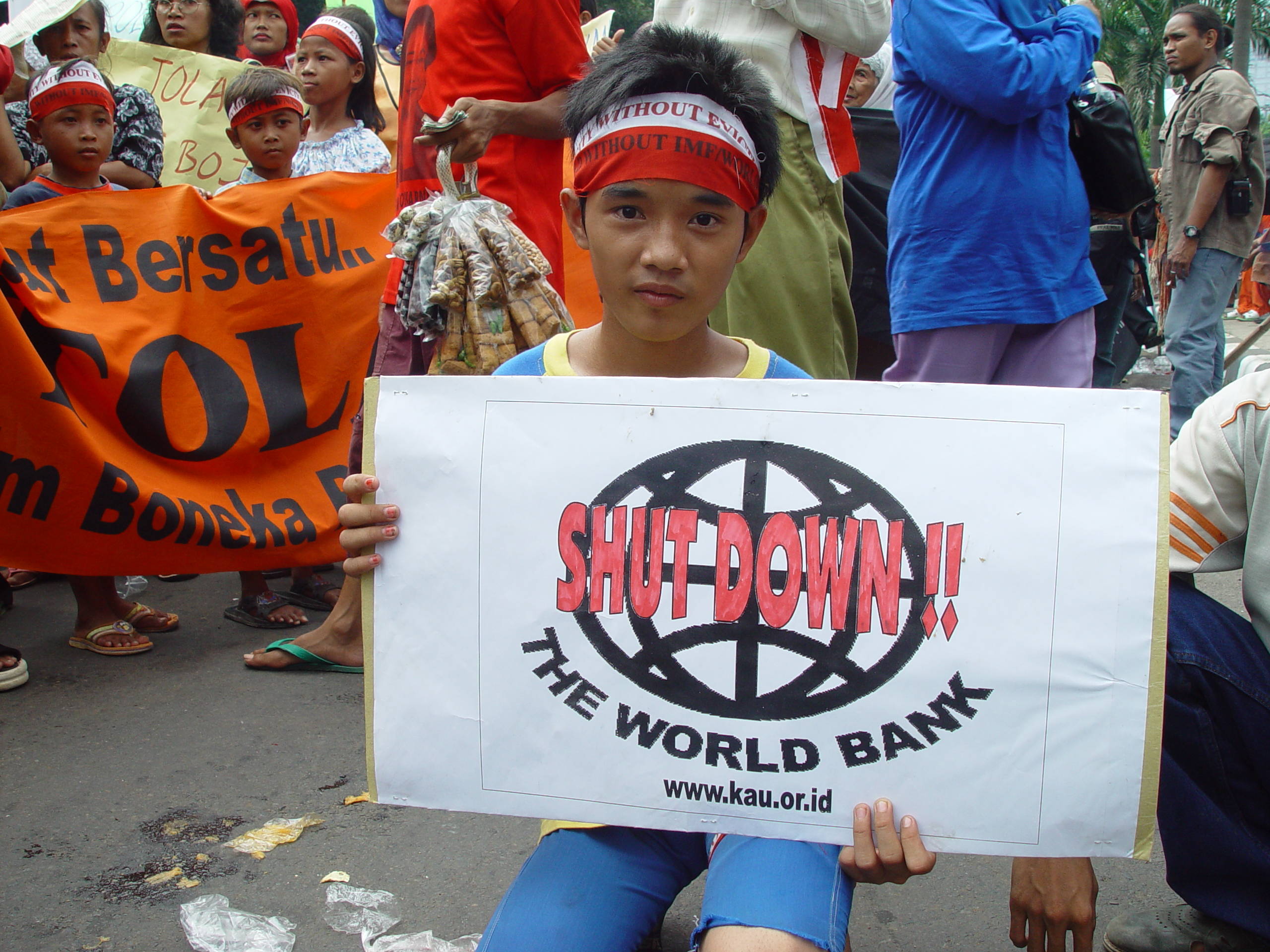
Neoliberalna polityka gospodarcza, promowana przez międzynarodowe instytucje takie jak Bank Światowy czy Światowa Organizacja Handlu powodują szerokie protesty, szczególnie w krajach rozwijających się. Tutaj protesty w Indonezji (2004).

W Europie w dwudziestoleciu międzywojennym liberalne demokracje przechodziły kryzys i stopniowo były wypierane przez reżimy autorytarne. Obok komunizmu najpoważniejszym przeciwnikiem liberalizmu był faszyzm. Występował on przeciwko liberalnemu indywidualizmowi, wolnościom i prawom jednostki oraz demokracji. Zwycięstwo aliantów w II wojnie światowej położyło kres ustrojom faszystowskim. Rozpoczął się jednak okres długotrwałej rywalizacji (zimna wojna) między liberalno-demokratycznym Pierwszym Światem, a komunistycznym Drugim Światem.
Lata 80. i 90. XX wieku to wzrost znaczenia neoliberalizmu, który ograniczył interwencjonizm państwowy i doprowadził do prywatyzacji. W 1989 rozpoczęła się Jesień Ludów, w wyniku której socjalistyczne kraje bloku wschodniego uległy przemianom demokratyczno-liberalnym. Pod koniec XX wieku demokracja liberalna stała się dominującą formą ustrojową na świecie.
Współczesne demokracje liberalne stoją przed wyzwaniami, które niesie m.in. rozprzestrzenianie się terroryzmu i wzrost religijnego fundamentalizmu. Wyzwaniem jest również wzrost Chin, będących kombinacją autorytatywnego rządu i gospodarki kapitalistycznej.

## Nurty liberalizmu
Chociaż liberalne doktryny mają wspólne dziedzictwo, różni badacze zwracają uwagę, że rozwinęły się one w „odrębne i często sprzeczne nurty myślowe”. Stanowiska liberalnych teoretyków i filozofów różniły się w zależności od czasów, kultury i kontynentu. Zróżnicowanie liberalizmu dobrze oddaje zestawienie przymiotników, jakimi określa się poszczególne odłamy, np. liberalizm klasyczny, egalitarny, gospodarczy, socjalliberalizm, etyczny, deontologiczny, perfekcjonistyczny, demokratyczny i instytucjonalny.
Liberalizm jest złożoną doktryną i pomiędzy jego poszczególnymi nurtami istnieją istotne różnice. Zasadnicze różnice rysują się między liberalizmem klasycznym a nowoczesnym (socjalliberalizmem).

### Liberalizm klasyczny a socjalliberalizm
Poglądy liberałów klasycznych cechuje pogląd, że ani rząd, ani żadna grupa czy jednostka społeczna nie powinny w żaden sposób zakłócać wolności jednostki, a jedynym dopuszczalnym jej ograniczeniem jest sytuacja, gdy jednostka stanowi rzeczywiste zagrożenie dla czyjejś wolności lub mienia. Liberałowie klasyczni są za jak najmniejszą ingerencją instytucji państwowych w życie obywateli. Instytucje publiczne powinny być ograniczone i dotyczyć przede wszystkim zapewniania bezpieczeństwa, sądownictwa, polityki zagranicznej. Klasyczni liberałowie mają poglądy wolnorynkowe.
Nurtami odwołującymi się do klasycznego liberalizmu są np. neoliberalizm, libertarianizm i konserwatywny liberalizm.
Socjalliberalizm jest nurtem, który wykształcił się na początku XX wieku. Opowiada się on za pewnym interwencjonizmem państwa w mechanizmy wolnego rynku w celu zapewnienia przetrwania socjalnie najbiedniejszym. Skupia się na liberalizmie obyczajowym, podkreślając świeckość wspólnej przestrzeni publicznej i bezwzględną wolność światopoglądową obywateli wraz z prawem wyboru w kwestiach subiektywnych. Pod tym względem do partii socjalliberalnych zalicza się najczęściej partie lewicowe i centrolewicowe. Cechy socjalliberalne mają też zielony liberalizm czy liberalny feminizm.
Sam termin „liberalizm” w różnych częściach świata jest rozumiany inaczej. W Stanach Zjednoczonych liberalizm oznacza socjalliberalizm, zapoczątkowany przez politykę państwa opiekuńczego New Dealu administracji Franklina D. Roosevelta. Z kolei w Europie słowo to ma bardziej klasyczne znaczenie, będąc kojarzone z ograniczeniem władzy państwowej i wolnym rynkiem.

### Liberalizm polityczny, gospodarczy i kulturowy
Według innego kryterium wyróżnia się liberalizm polityczny, gospodarczy i kulturowy (społeczny), w zależności od tego, do jakiej sfery jest odnoszony.
- Liberalizm polityczny jest zespołem poglądów na temat polityki. Cechują go indywidualizm i przywiązanie do praw i wolności obywatelskich (takich jak wolność słowa, wolność wyznania, prawa wyborcze). Elementy te tworzą liberalny system polityczny, którego przykładem jest liberalna demokracja.
- liberalizm gospodarczy (ekonomiczny) jest zespołem poglądów na temat gospodarki. Odrzuca on wszelkie ograniczenia, które krępują wolny rozwój gospodarczy i wolną konkurencję na rynku. Jest przeciwnikiem interwencjonizmu państwowego w gospodarkę (leseferyzm).
- liberalizm społeczny (kulturowy, obyczajowy) jest zespołem poglądów na temat kultury i życia prywatnego. Przeciwstawia się ingerencji państwa w sferę życia prywatnego, a także opresji społecznej ograniczającej autoekspresję jednostek. Przykładem liberalizmu kulturowego jest np. sprzeciw wobec państwowych regulacji dotyczących sztuki, gier hazardowych, seksu, prostytucji, antykoncepcji, alkoholu i narkotyków. Pewną wczesną formą liberalizmu kulturowego był libertynizm.

Poszczególne nurty liberalizmu kładą nacisk na odmienne aspekty liberalizmu. Np. konserwatywni liberałowie odrzucają zupełnie liberalizm obyczajowy, skupiając się na politycznym i gospodarczym.

## Główne motywy
Pomimo swej różnorodności, myśl liberalna wykazuje kilka cech wspólnych.
Moralne oraz polityczne założenia liberalizmu zostały ugruntowane na koncepcji praw naturalnych oraz w utylitaryzmie. Jako główne cechy liberalizmu można wyróżnić: wiarę w równość, prawa i wolności indywidualne, ochronę własności prywatnej, ograniczone rządy konstytucyjne oraz takie wartości, jak pluralizm, tolerancję, autonomię, integralność cielesną i zgodę rządzonych jako podstawą władzy.
Filozof polityczny John Gray jako podstawowe wyznaczniki myśli liberalnej określił: indywidualizm, egalitaryzm, melioryzm i uniwersalizm. Składnik indywidualistyczny przeciwstawia etyczną wyższość istoty ludzkiej naciskom kolektywizmu. Składnik egalitarny czyni wszystkie jednostki równymi pod względem statusu i wartości moralnej. Składnik meliorystyczny oznacza pogląd, że kolejne pokolenia mogą sukcesywnie polepszać swoją sytuację społeczno-polityczną. Składnik uniwersalistyczny zakłada moralną jedność gatunku ludzkiego oraz traktuje lokalne różnice kulturowe jako marginalne.

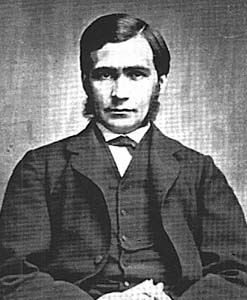
Thomas Hill Green był wpływowym filozofem liberalnym. W Prolegomena to Ethics (1884) przedstawił podstawy późniejszej koncepcji wolności pozytywnej. Kilka lat później jego idee stały się częścią oficjalnej polityki brytyjskiej Partii Liberalnej, przyczyniając się do powstania socjalliberalizmu oraz współczesnego państwa dobrobytu.

### Rząd i władza
Rozwój idei liberalnych można podzielić na dwa zasadnicze etapy: liberalizmu klasycznego i nowoczesnego. Korzenie liberalizmu klasycznego tkwią w pismach Thomasa Hobbesa i Johna Locke’a i były rozwijane przez myślicieli oświeceniowych. Thomas Hobbes usiłował określić cel i legitymizację rządów w Anglii po wojnie domowej. Na bazie prawa naturalnego oparł umowę społeczną, na mocy której obywatele oddawali władzę suwerenowi. Chociaż koncepcja Hobbesa legitymizowała absolutyzm władzy, to jednocześnie formułowała zasadę pochodzenia władzy od ludu. John Locke przyjmował koncepcję prawa naturalnego i umowy społecznej, uznając jednak, że kiedy monarcha staje się tyranem, oznacza to zerwanie umowy społecznej, która chroni prawo do życia, wolność i własność jako prawa naturalne. Te wartości: życie, wolność i własność, były dla wczesnych liberałów wartościami nadrzędnymi i naturalnymi, a głównym celem władzy była według nich ich ochrona. Klasyczni liberałowie często nie zgadzali się w kwestii tego, co jest najbardziej odpowiednim ustrojem, lecz wszyscy dzielili wiarę, że wolność jest stanem naturalnym i że jej ograniczenia muszą być dobrze uzasadniane. Liberałowie w większości uznawali wartość ograniczonego rządu. Niektórzy z nich jednak potępiali rząd całkowicie. Thomas Paine pisał na przykład, że: „rząd, nawet w jego najlepszym wydaniu, jest złem koniecznym”. Aby ograniczyć władzę rządu, liberalni teoretycy, tacy jak James Madison i Monteskiusz, wprowadzili pojęcie trójpodziału władz, czyli równomiernego rozdzielenia władzy między egzekutywę, legislatywę oraz sądownictwo.
Współcześni socjalliberałowie nadal popierają ideę ograniczonego konstytucyjnego rządu, jednocześnie jednak opowiadają się za zapewnianiem przez państwo usług publicznych i świadczeń, które miałyby zapewnić równość praw. Nowocześni liberałowie twierdzą, że formalne lub oficjalne gwarancje praw osobistych są bez znaczenia, kiedy jednostki nie posiadają materialnych środków, aby skorzystać z tych praw. Nawołują również o większą rolę dla rządu w polityce gospodarczej.
Wcześni liberałowie położyli podstawy również pod rozdzielenie Kościoła od państwa. Jako spadkobiercy oświecenia, liberałowie wierzyli, że każdy społeczny i polityczny porządek pochodzi z ludzkich działań, a nie z Bożej woli. Wielu liberałów było jawnie wrogich wobec przekonań religijnych, większość jednak sprzeciwiała się jedynie łączeniu władzy religijnej i politycznej. Uznawali też, że religia powinna funkcjonować samodzielnie, bez oficjalnego finansowania lub zarządzania państwowego.

### Wolność
Kolejnym ważnym elementem doktryny liberalnej jest znaczenie i natura wolności. Od XVII do XIX wieku liberałowie – od Adama Smitha do Johna Stuarta Milla – określili wolność jako brak ingerencji ze strony rządu i innych osób, twierdząc, że wszyscy ludzie powinni mieć swobodę do rozwinięcia swoich własnych wyjątkowych umiejętności i zdolności bez utrudnień ze strony innych. O wolności (1859) Milla, jeden z klasycznych tekstów filozofii liberalnej, deklaruje, że „jedyną swobodą zasługującą na to miano jest swoboda dążenia do własnego dobra na swój własny sposób”. Na tej zasadzie oparte jest często poparcie dla kapitalizmu. Friedrich Hayek dowodził w Drodze do zniewolenia (1944), że oparcie się na wolnym rynku zapobiegłoby totalitarnej kontroli przez państwo.
Pod koniec XIX wieku w ramach liberalizmu ukształtowała się nowa koncepcja wolności. Poprzednia koncepcja wolności nazwana została wolnością negatywną, natomiast nową określono jako wolność pozytywna. Sformułował ją po raz pierwszy brytyjski filozof Thomas Hill Green. Green odrzucił pomysł, że u podstaw ludzkich działań leżą jedynie jednostkowe interesy, wskazując na złożone okoliczności, które są zaangażowane w rozwój ludzkiego charakteru moralnego. Green wskazał również na znaczenie, jakie mają społeczne i polityczne instytucje dla wzmocnienia indywidualnej wolności i tożsamości. Opisał nową wolność jako wolność do działania, a nie do unikania cierpienia. W przeciwieństwie do wcześniejszych koncepcji liberalnych, traktujących społeczeństwo jako zbiór egoistycznych jednostek, Green traktował społeczeństwo jako organiczną całość, w której wszystkie jednostki mają obowiązek wspierania dobra wspólnego. Jego idee szybko rozprzestrzeniły się i zostały rozwinięte przez innych myślicieli, takich jak Leonard Trelawny Hobhouse i John Hobson, przekształcając się w socjalliberalizm. W ciągu kilku lat socjalliberalizm stał się społeczną i polityczną podstawą Partii Liberalnej w Wielkiej Brytanii. W Stanach Zjednoczonych socjalliberalizm przejął samą nazwę liberalizm, natomiast elementy klasycznego liberalizmu stały się częścią programu doktryn libertariańskich i konserwatywnych.
Liberałowie uważają wolność za największą wartość indywidualistyczną. O ile klasyczni liberałowie byli zwolennikami wolności negatywnej, rozumianej jako brak ograniczeń lub wolność wyboru, o tyle nowocześni liberałowie orędowali na rzecz wolności pozytywnej, która zakłada rozwój osobisty i rozkwit jednostek.

### Demokracja
Również stosunek liberałów do demokracji ulegał ewolucji. Klasyczny liberalizm był przeciwny lub co najmniej krytyczny wobec demokracji. Liberałowie byli zwolennikami ograniczonych praw wyborczych (np. cenzusami). Wskazywali na niebezpieczeństwa, jakie niesie oddanie władzy w ręce ludu. John Stuart Mill i Alexis de Tocqueville ostrzegali przed tyranią większości, pisząc, że demokratyczna większość może naruszać prawa jednostek i mniejszości. Od końca XIX wieku liberalizm przyjął ideały demokratyczne. Współcześnie dominującą formą demokracji na świecie jest demokracja liberalna.

### Równość
Stosunek liberałów do równości jest złożony. Wszystkie formy liberalizmu zakładają u swojej podstawy, że ludzie są z natury równi. Liberałowie sądzą, że każdy posiada prawo do wolności. Inaczej mówiąc, nikt z natury nie jest uprawniony do przyjmowania większych świadczeń od innych i wszyscy ludzie są równi wobec prawa. W pozostałych kwestiach liberałowie jednak znacznie się różnią. Amerykański filozof John Rawls podkreślał, że nie tylko jest potrzebna równość wobec prawa, ale również równa dystrybucja dóbr materialnych w celu zapewnienia jednostkom możliwości rozwijania ich życiowych celów. Libertariański myśliciel Robert Nozick nie zgadza się z Rawlsem, broniąc klasycznej wersji równości według Locke’a.

### Pluralizm i tolerancja
W celu poszerzania wolności liberałowie promują takie pojęcia, jak pluralizm polityczny i tolerancja. Pluralizm oznacza rozpowszechnienie różnorodnych opinii i poglądów na temat stabilnego ładu społecznego. W przeciwieństwie do wielu ich przeciwników i prekursorów liberałowie nie dążą do powszechnego konformizmu i ujednolicenia wartości. Chcą zbudować ustrój polityczny, w którym różnorodne zdania i opinie będą harmonizowane, a konflikty minimalizowane. Dla liberalnych filozofów pluralizm przyczynia się do tolerancji. Skoro jednostki mają różnorodne punkty widzenia, to powinno się szanować prawo innych do posiadania własnego zdania. Z liberalnego punktu widzenia tolerancja była na początku związana z tolerancją religijną. Również w myśli Immanuela Kanta i Johna Stuarta Milla tolerancja odgrywała ważną rolę. Obaj myśliciele uważali, że społeczeństwo powinno zawierać różne koncepcje dobrego życia etycznego i że ludzie powinni mieć prawo do dokonywania własnych wyborów bez ingerencji ze strony państwa lub innych osób.

### Jednostka
We współczesnym świecie koncepcja jednostki jest tak oczywista, że jej znaczenie polityczne często bywa niezauważane. W czasach feudalnych nie zastanawiano się na tym, że jednostki mają swoje własne interesy czy też posiadają osobistą i niepowtarzalną tożsamość. Ludzie byli postrzegani raczej jako członkowie grup społecznych, do których należały: rodziny, wioski, społeczności lokalne czy klasy społeczne. Ich życie i tożsamość determinował w znacznym stopniu charakter tych grup i tylko w niewielkim stopniu ulegał on procesowi zmian z pokolenia na pokolenie. Jednakże kiedy feudalizm został zastąpiony społeczeństwami coraz bardziej zorientowanymi na rynek, jednostki uzyskały większy zakres możliwości dokonywania wyboru oraz szans społecznych. Na przykład chłop pańszczyźniany, którego rodzina od zawsze żyła i uprawiała tę samą ziemię, stał się wolnym człowiekiem i uzyskał możliwość wyboru, dla kogo pracować, a nawet okazję do tego, żeby porzucić tę ziemię i szukać pracy w rozwijających się miasteczkach i miastach.
Wraz z załamaniem się pewników życia feudalnego wyłonił się nowy klimat intelektualny. Racjonalne i naukowe wyjaśnianie stopniowo zastępowało tradycyjne teorie religijne, a społeczeństwo było coraz bardziej postrzegane z punktu widzenia jednostki. Uważano, że jednostka ma cechy osobiste wyróżniające ją spośród pozostałych, że każdy ma swoją szczególną wartość. Wyraźnie można było to zaobserwować w teoriach mówiących o prawach natury, które pojawiły się w XVII i XVIII wieku. Według nich, jednostki zostały wyposażone w pochodzące od Boga prawa naturalne, które John Locke zdefiniował jako „życie, wolność i własność”. Podobną wiarę w godność i równą wartość każdego człowieka wyraził w swojej koncepcji jednostki – która „kończy się na sobie”, a nie jest jedynie środkiem do osiągnięcia granic innych jednostek – niemiecki filozof Immanuel Kant (1724-1804). Jednakże podkreślanie znaczenia jednostki niesie ze sobą dwie, kontrastujące implikacje. Po pierwsze, zwraca uwagę na wyjątkowość każdej istoty ludzkiej: jednostki są przede wszystkim zdefiniowane przez swoje cechy wewnętrzne i charakterystyczne dla nich właściwości. Po drugie, dzielą one ze sobą ten sam status, jako że są przede wszystkim jednostkami. Wiele z napięć występujących w ramach ideologii liberalnej wywodzi się właśnie z tych rywalizujących ze sobą idei, mówiących o wyjątkowości i równości.
Przekonanie zakładające prymat jednostki jest motywem charakterystycznym dla ideologii liberalnej, ale też wpływało na myśl liberalną na rozmaite sposoby. Doprowadziło ono niektórych liberałów do postrzegania społeczeństwa jako po prostu zbioru jednostek, z których każda dąży do zaspokojenia swoich potrzeb i interesów. Pogląd taki nazywany jest atomistycznym w tym sensie, w jakim przedstawia on jednostki jako „odrębne atomy” funkcjonujące w ramach społeczeństwa. Może on prowadzić do stanowiska, mówiącego, że społeczeństwo samo w sobie nie istnieje i jest zaledwie zbiorem samowystarczalnych jednostek. Taki skrajny indywidualizm opiera się na założeniu, że człowiek jest egoistą, samolubem i w dużym stopniu polega na samym sobie. C. B. Macpherson (1973) określił wczesny liberalizm jako zaborczy indywidualizm, ponieważ, jak dowodził, określa on jednostkę jako „posiadacza” własnej osoby i swoich zdolności, za które nic nie jest społeczeństwu winien”. W przeciwieństwie do tego stanowiska, późniejsi liberałowie prezentowali bardziej optymistyczny pogląd na naturę ludzką i byli bardziej przygotowani na to, żeby sądzić, iż jednostki są społecznie odpowiedzialne za siebie nawzajem, zwłaszcza za tych, którzy nie są w stanie opiekować się sami sobą. Niezależnie od tego, czy natura ludzka przedstawiana jest jako egoistyczna bądź altruistyczna, liberałów łączy pragnienie stworzenia takiego społeczeństwa, w którym każdy jego członek może w pełni rozwijać swój potencjał.

## Liberalizm a inne doktryny polityczne
Relacje liberalizmu z innymi stanowiskami politycznymi są złożone, ze względu na wewnętrzną różnorodność doktryn. Każda z wielkich doktryn zawiera w sobie nurty zbliżone do liberalizmu, jak i ostro go krytykujące.
Ojciec konserwatyzmu, Edmund Burke, przedstawił żarliwą krytykę rewolucji francuskiej, w której krytykował wiele idei liberalnych. Konserwatyści atakowali także liberalne dążenie do postępu i korzyści materialnych, argumentując to tym, że podważają one tradycyjne wartości zakorzenione w społeczeństwie. Z kolei konserwatywny liberalizm jest nurtem zbliżonym do klasycznego liberalizmu, łącząc liberalne poglądy na gospodarkę (ochrona własności, wolny rynek, minimalny rząd) z konserwatyzmem obyczajowym. Większość nurtów konserwatywnych akceptuje też, z pewnymi zastrzeżeniami, ustrój liberalno-demokratyczny.
Doktryny lewicowe są wobec liberalizmu co najmniej sceptyczne, a często jawnie wrogie. Lewica ma charakter antykapitalistyczny i często kolektywistyczny (krytykując liberalny indywidualizm). Działacze lewicy wskazują, że liberalna równość praw jest niewystarczająca i nie gwarantuje autentycznej równości, lecz umacnia nierówności społeczne. Radykalna lewica jest też przeciwna własności prywatnej. Z nurtów lewicowych najbardziej zbliżona do liberalizmu jest socjaldemokracja. W przeciwieństwie do socjalizmu nie jest ani kolektywistyczna, ani antykapitalistyczna i ma na celu redukcję nierówności za pomocą stopniowych reform. Centrolewicowy charakter ma socjalliberalizm (w Stanach Zjednoczonych nazywany po prostu „liberalizmem”). Jego program jest bardzo zbliżony do socjaldemokracji.
W ramach feminizmu liberalizmowi jest przychylny liberalny feminizm. Jest to dominujący nurt feminizmu, dążący do zaprowadzenia równości płci poprzez formalne gwarancje praw i wolności kobiet. Brytyjska filozof Mary Wollstonecraft, pionierka tego nurtu, w Wołaniu o prawa kobiety (1792) apelowała o włączenie kobiet w strukturę polityczną liberalnego społeczeństwa. Inne nurty feminizmu (np. radykalny feminizm) uznają, że formalne gwarancje równości są niewystarczające i demokracja liberalna nie pozwala na realizację celów feministycznych.
Republikanizm jest znacznie starszy od liberalizmu, wywodzi bowiem swoje korzenie ze starożytności. Starożytne i nowożytne koncepcje republikańskie nie miały charakteru liberalnego, a wielu klasycznych republikanów (np. Jean-Jacques Rousseau) głosiło idee antyindywidualistyczne. Współczesny republikanizm pozostaje w bliskim związku z liberalizmem, często go jednak krytykując. Republikanie nie zgadzają się z przyjętymi w liberalizmie koncepcjami wolności negatywnej oraz wolności pozytywnej. Wskazują oni, że wolność polega nie tylko na tym, że nasze działania nie są faktycznie ograniczane, ale przede wszystkim na tym, że nie podlegamy tyrańskiej władzy. Jak wskazują republikanie, jeśli łaskawy pan pozostawiałby niewolnikom szeroką wolność osobistą (wolność negatywną), to liberałowie nie mogliby mu nic zarzucić. Zdaniem republikanów samo istnienie niewolnictwa jest niedopuszczalne, wolność polega bowiem na niezależności od arbitralnej władzy . Sprawowanie władzy powinno opierać się na normach i procedurach, a także uwzględniać udział samych rządzonych.

## Ugrupowania liberalne
W wielu krajach obecne są partie, organizacje czy instytucje liberalne. Choć cechuje je duża różnorodność w zakresie uznawanych poglądów, to łączy je poparcie dla instytucji demokratycznych czy walka o prawa obywatelskie. Partie liberalne mogą mieć charakter centrolewicowy, centrowy lub centroprawicowy. Partie te dzielą się również ze względu na to, czy hołdują ideom klasycznego liberalizmu, czy socjalliberalnym.
Na poziomie globalnym liberałowie zorganizowani są w Międzynarodówce Liberalnej, w skład której wchodzi ponad sto wpływowych partii liberalnych oraz innych organizacji.

### Europa
W Europie istnieje kilka tradycji liberalnych, z których najbardziej znaczące są tradycje angielska i francuska. W wersji angielskiej liberalizm kładł nacisk na rozpowszechnienie wartości demokratycznych oraz na przeprowadzenie reform konstytucyjnych. Natomiast w wersji francuskiej liberalizm skupiał się na walce ze strukturami autorytarnymi zarówno w polityce, jak i gospodarce. Liberalizm kontynentalny podzielony był na nurty umiarkowany i postępowy. Umiarkowani liberałowie przywiązani byli do elitaryzmu i krytyczni wobec demokracji. Z kolei postępowcy wspierali poszerzenie praw wyborczych czy powszechny dostęp do edukacji. Z czasem również umiarkowani liberałowie zaakceptowali te postulaty jako część swojego programu i oba nurty uległy połączeniu. Np. niemiecka Wolna Partia Demokratyczna była w przeszłości podzielona na dwa obozy.
Przed I wojną światową partie liberalne zdominowały europejską scenę polityczną, były jednak następnie stopniowo wypierane przez socjalistów i socjaldemokratów. Po II wojnie światowej sytuacja partii liberalnych w Europie Zachodniej była zróżnicowana: niektóre odnosiły sukcesy, inne traciły na popularności. W krajach bloku wschodniego partie liberalne były zakazane. Pod koniec XX wieku Jesień Ludów spowodowała powstanie wielu partii liberalnych w tym regionie. Niektóre z nowo powstałych partii (np. Liberalna Demokracja Słowenii czy litewski Nowy Związek) zostały scharakteryzowane jako centrolewica, inne (jak rumuńska Partia Narodowo-Liberalna) zostały sklasyfikowane jako centroprawica.
W Europie Zachodniej niektóre partie liberalne przeszły odnowę i transformację. Po latach słabości liberałowie stali się ponownie znaczącą siłą polityczną. Jednym z najbardziej znanych przykładów są Liberalni Demokraci w Wielkiej Brytanii. Liberalni Demokraci są spadkobiercami niegdyś potężnej Partii Liberalnej, która od początku XX wieku stopniowo traciła poparcie na rzecz Partii Pracy. Po niemal zniknięciu z brytyjskiej sceny politycznej, liberałowie ostatecznie zjednoczyli się z Partią Socjaldemokratyczną, tworząc w 1988 Liberalnych Demokratów.
Liberalni Demokraci zdobyli znaczące poparcie w wyborach parlamentarnych w 2005 r. oraz w wyborach samorządowych. Po raz pierwszy od dekad brytyjska partia o poglądach liberalnych osiągnęła tak duży wyborczy sukces. Po wyborach w 2010 r., Liberalni Demokraci utworzyli rząd koalicyjny z konserwatystami. Ich szef partii, Nick Clegg, został wicepremierem, a wielu innych członków partii zostało ministrami.
Zarówno w Wielkiej Brytanii, jak i w innych krajach Europy Zachodniej, partie liberalne często współpracowały z socjalistycznymi i socjaldemokratycznymi. Przykładem może być tzw. Fioletowa Koalicja w Holandii, utrzymująca się od końca lat dziewięćdziesiątych XX wieku, aż po początek XXI wieku. Łączyła ona umiarkowany lewicowy liberalizm Demokratów 66, liberalizm rynkowy, centroprawicową Partię Ludową na rzecz Wolności i Demokracji (VVD), oraz socjaldemokratyczną Partię Pracy.
W Polsce do wartości liberalnych odwołuje się Nowoczesna, a w przeszłości także Kongres Liberalno-Demokratyczny. Na scenie politycznej obecne są także partie socjalliberalne (Twój Ruch) oraz konserwatywno-liberalne (Porozumienie, częściowo także KORWiN i Kongres Nowej Prawicy, w przeszłości Polska Razem). Również w Platformie Obywatelskiej istnieją frakcje konserwatywno-liberalne i socjalliberalne.

### Ameryka Północna i Południowa

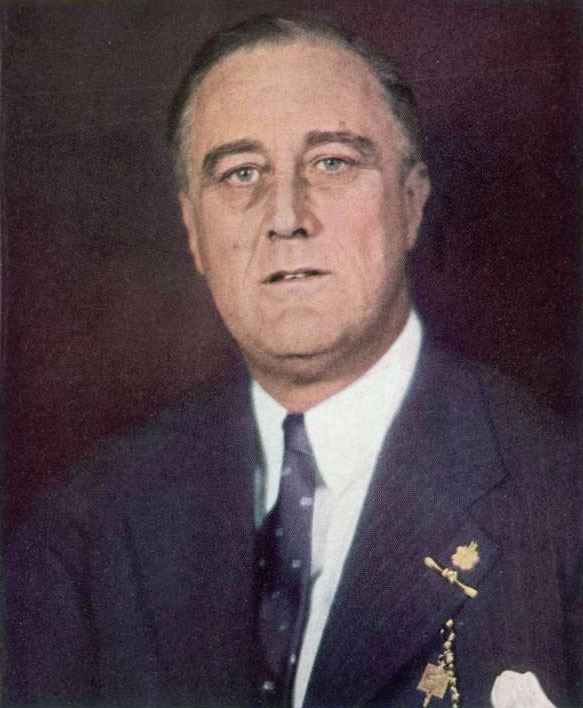
Franklin Delano Roosevelt jako Człowiek Roku tygodnika Time, styczeń 1933

W Ameryce Północnej, w przeciwieństwie do Europy, słowo „liberalizm” niemal wyłącznie odnosi się do socjalliberalizmu. Dominujące kanadyjskie i amerykańskie partie – Liberalna Partia Kanady oraz Partia Demokratyczna w Stanach Zjednoczonych, są często określane jako partie centrolewicowe. W Kanadzie dominacja Partii Liberalnej (pot. The Grits) trwała przez prawie siedemdziesiąt lat w XX wieku. Z tego ugrupowania wywodzą się najbardziej wpływowi premierzy w historii Kanady, tacy jak: Pierre Trudeau, Lester Pearson i Jean Chrétien. Byli oni odpowiedzialni za stworzenie kanadyjskiego państwa opiekuńczego. Ogromna popularność liberałów w Kanadzie – nieporównywalna z innymi demokracjami liberalnymi – skłoniła wielu politycznych komentatorów do traktowania ich jako „naturalnej partii rządzącej” w Kanadzie.
W Stanach Zjednoczonych liberalizm przyjął postać nowoczesnego liberalizmu (modern liberalism) wraz z prezydenturą Franklina Delano Roosevelta i jego polityki New Deal, która była odpowiedzią na wielki kryzys. Roosevelt i jego polityka na trwałe ukształtowały charakter amerykańskiego liberalizmu. Kierunek ten kontynuowany był przez Johna F. Kennedy’ego. Rozwój nowego liberalizmu w Stanach Zjednoczonych spotkał się z reakcją konserwatystów skupionych w Partii Republikańskiej. Ich opozycja dotyczyła w dużej mierze niepokojów i zmian społecznych towarzyszących narastającej walce o prawa obywatelskie ze strony Afroamerykanów (lata 60.). Wraz z prezydenturą Ronalda Reagana do polityki amerykańskiej powróciła klasyczna postać liberalizmu. Reagan starał się ograniczyć ingerencję państwa w gospodarkę i zmniejszyć wydatki na politykę społeczną.
W Ameryce Środkowej i Południowej od XIX wieku trwały walki i spory między liberałami i konserwatystami. Liberalny charakter miały rewolucje meksykańska (1910) i w Ekwadorze (1895). Głównymi hasłami liberałów południowoamerykańskich były wolny handel, własność prywatna i antyklerykalizm. Współcześnie partie i organizacje odwołujące się do klasycznego liberalizmu w tym regionie (np. meksykańska Nueva Alianza) zorganizowane są w Red Liberal de América Latina (RELIAL).
Istnieją również partie socjalliberalne, np. Kolumbijska Partia Liberalna (członek Międzynarodówki Socjalistycznej) i paragwajska Prawdziwa Partia Radykalno-Liberalna.

### Pozostałe obszary świata
W Australii orędownikiem liberalizmu jest przede wszystkim centroprawicowa Liberalna Partia Australii.
W Azji liberalizm ma znacznie krótszą historię niż w Europie czy Ameryce. Liberalizm zorganizowany jest przez Radę Azjatyckich Liberałów i Demokratów, do której należą wpływowe partie polityczne, takie jak filipińska Partia Liberalna, Demokratyczna Partia Postępowa (Tajwan) i Partia dla Tajów (Tajlandia). Głównym motywem azjatyckiego liberalizmu przez kilka minionych dekad była demokratyzacja, mająca być sposobem na szybkie poprawienie sytuacji ekonomicznej kontynentu. W niektórych jednak państwach (np. Birma) liberalna demokracja została zastąpiona przez dyktaturę wojskową.
W Indiach, najludniejszym kraju demokratycznym na świecie, dominującą partią jest Indyjski Kongres Narodowy. Został on utworzony pod koniec XIX wieku przez indyjskich liberałów i nacjonalistów, walczących o niepodległość Indii. W ugrupowaniu liberalizm dominował do początkowych lat XX wieku, a następnie stopniowo usuwał się w cień na rzecz zyskującego popularność socjalizmu. W swoim manifeście z 2009 Indyjski Kongres Narodowy pochwalił „świecki i liberalny” nacjonalizm indyjski, przeciwstawiany tendencjom natywistycznym, lokalnym i konserwatywnym.
W Afryce liberalizm jest stosunkowo słaby. Partia Wafd była nacjonalistyczną liberalną partią w Egipcie, mającą ogromne znaczenie w latach 20. i 30. XX wieku. Na poziomie kontynentalnym liberałowie są zrzeszeni w African Liberal Network, w skład której wchodzą takie partie, jak marokański Ruch Ludowy, Senegalska Partia Demokratyczna i Zgromadzenie Republikanów na Wybrzeżu Kości Słoniowej. Pośród państw afrykańskich szczególnie długimi tradycjami liberalnymi wyróżnia się Republika Południowej Afryki. W połowie XX wieku powstały Partia Liberalna i Partia Postępowa, które sprzeciwiały się polityce apartheidu prowadzonej przez rząd. Liberałowie utworzyli wielorasową partię, mającą oparcie w Afrykanach zamieszkujących miasta oraz wyżej wykształconych białych. W swoim szczytowym momencie partia liczyła 7000 członków, jednak jej poparcie w białej społeczności było zbyt małe, by wprowadzić jakiekolwiek znaczące zmiany polityczne. Partia została rozwiązana w 1968 roku, po wprowadzeniu prawa zakazującego istnienia wielorasowych partii. Obecnie liberalizm w Południowej Afryce jest reprezentowany przez Alians Demokratyczny, opozycyjny wobec rządzącego Afrykańskiego Kongresu Narodowego.

## Liberalizm w psychologii
Psychologowie zbudowali szereg skal liberalizm-konserwatyzm mających mierzyć postawy jednostek. Liberalizm w tych skalach najczęściej oznacza przyjmowanie określonych przekonań wiązanych z liberalizmem obyczajowym, takich jak otwartość na zmiany społeczne, skłonność do akceptacji odmienności, czy swobody obyczajowej. Badania przeprowadzone w Stanach Zjednoczonych i Wielkiej Brytanii pokazały, że postawa liberalna koreluje z wyższymi zdolnościami poznawczymi (takimi jak inteligencja).